# Вільгельм Конрад Рентген
Вільгельм Конрад Рентген (нім. Wilhelm Conrad Röntgen; 27 березня 1845 — 10 лютого 1923) — німецький інженер машинобудування та фізик, який 8 листопада 1895 року відкрив короткохвильове електромагнітне випромінювання, відоме нині, як рентгенівське проміння — досягнення, завдяки якому отримав першу Нобелівську премію з фізики у 1901 році. У 2004 році Міжнародний союз фундаментальної та прикладної хімії (IUPAC) назвав його іменем хімічний елемент 111 — рентгеній, радіоактивний елемент, один із нестабільних ізотопів якого був синтезований міжнародною групою дослідників під керівництвом Сігурда Гофманна в Центрі дослідження важких іонів імені Гельмгольца 8 грудня 1994 року.
Його відкриття мало величезний вплив на подальший розвиток фізики, зокрема привело до виявлення радіоактивності та сприяло швидкому практичному застосуванню винаходу у медицині. Конструкція створеної ним рентгенівської трубки лежить в основі сучасних приладів.

## Біографія
Народився 27 березня 1845 року у прикордонному місті Ленепе (Німеччина, сучасна назва міста Ремшайд). Вільгельм був єдиною дитиною в родині. Батько був купцем і виробником одягу. Мати Шарлота Констанца родом з Амстердама. Базову освіту Вільгельм отримав у приватній школі Мартинуса фон Дорна. З 1861 року він відвідував Утрехтську Технічну школу, але в 1863 р. його відрахували за карикатуру на викладача, через що юнак змушений був переїхати до Цюриха навчатися у вищій технічній школі. У цьому закладі атестат не був обов'язковим, натомість був передбачений екзамен, на якому 30 років по тому провалився Альберт Ейнштейн. Особливу цікавість Конрад Рентген проявив до математики та фізики. У 1869 році захистив дисертацію на ступінь доктора філософії. У липні 1870 року він приєднався до Фізико-медичного товариства у Вюрцбурзі. 19 січня 1872 Вільгельм Рентген одружився в Апелдорні з Анною Бертою Людвіг (1839—1919), дочкою господаря готелю в Цюріху.
Визначивши для себе профільною наукою фізику, Вільгельм влаштувався асистентом на кафедру фізики в Цюриху, Гіссені. У період з 1871 по 1873 рік Вільгельм працював у Вюрцбурзькому університеті, а 1874 року разом зі своїм професором Августом Адольфом Кундтом перейшов до Страсбурзького університету. Там Рентген п'ять років працював лектором (до 1876 року), а потім професором (з 1876 року). У 1875 році Вільгельм став професором Академії сільського господарства в Гоенгаймі (Вюртемберзьке королівство). У 1879 році його перевели на кафедру фізики в Гіссенському університеті, яку він згодом очолив. З 1888 року Рентген очолив кафедру фізики у Вюрцбурзькому університеті, у 1894 році його обрали ректором цього університету. У 1900 році Рентген очолив кафедру фізики Мюнхенського університету — вона стала останнім місцем його роботи. Після досягнення відповідного граничного віку науковець передав кафедру Вільгельму Віну, але працювати продовжував до кінця життя.
Вільгельм Рентген мав родичів у США і хотів емігрувати. Його навіть прийняли в Колумбійський університет у Нью-Йорк. Проте науковець залишився у Мюнхені.
Помер 10 лютого 1923 року від раку. Його прах поховано в Гіссені.

## Дослідження
Вільгельм Конрад Рентген досліджував пружні властивості кристалів, в'язкість та діелектричну проникність деяких рідин, вимірював магнітне поле рухомих зарядів. Його наукові інтереси простиралися в області електромагнетизму, фізики кристалів, оптики, молекулярної фізики. Рентген відкрив у 1885 році магнітне поле діелектрика, який рухається в електричному полі (так званий «рентгенів струм»). Його дослід наочно показав, що магнітне поле створюється рухомими зарядами, і мав величезне значення для створення Г. Лоренцом електронної теорії. Досліджуючи електромагнітні явища в кристалах, він відкрив взаємозв'язок електричних і оптичних явищ у кристалах. Але найвідомішим відкриттям Рентгена стали промені, названі його ім'ям.
Ще Фарадей серйозно займався цими явищами, описав різноманітні форми розряду, відкрив темний простір у світному стовпі розрідженого газу. Гольдштейн (1850—1931 роки), вивчаючи властивості променів, назвав їх катодними променями (1876 р.). Через три роки Вільям Крукс (1832—1919 роки) довів матеріальну природу катодних променів і назвав їх «променистою матерією» — речовиною, що знаходяться в особливому четвертому стані. Відхилення катодного пучка магнітним полем в трубці Крукса стало класичною шкільною демонстрацією. Проте досліди по електричному відхиленню катодних променів не були настільки переконливими. Герц не виявив такого відхилення і прийшов до висновку, що катодний промінь — це коливальний процес в ефірі.
Монографію українського фізика Івана Пулюя (декана машинобудівного факультету Празької політехніки), присвячену дослідженням цих променів, у 1889 р. Лондонське товариство фізиків видало в англомовному перекладі як окремий том серії «Physical Memoirs». У ній друкувалися результати найважливіших фізичних досліджень, виконаних поза межами Великої Британії. Саме дослідження катодних променів, у яких провідну роль відіграв Пулюй, проклали шлях до двох важливих відкриттів у класичній фізиці — Х-променів і електрона. Учень Герца Ф. Ленард, експериментуючи з катодними променями, в 1893 р. показав, що вони проходять через віконце, закрите алюмінієвою фольгою, і викликають світіння у просторі за віконцем. Ось з такими трубками експериментував Вюрцбурзький професор Вільгельм Конрад Рентген в кінці 1895 р. при відкритті X-променів.
У 1920 році він опублікував свою останню роботу — обширний рукопис з фізики кристалів, який узагальнював дослідження, початі ним спільно з Йоффе. За своє життя вчений опублікував не дуже багато праць. Сім великих публікацій і 60 наукових статей. Але кожне слово в них було обґрунтовано, кожен аргумент математично і експериментально доведено.

## Відкриття променів
Попри те, що Вільгельм Рентген був працьовитою людиною і, будучи керівником фізичного інституту Вюрцбургського університету, мав звичай допізна засиджуватися в лабораторії, головне відкриття в своєму житті — X-випромінювання, він зробив, коли йому було вже 50 років. 8 листопада 1895 р., коли його асистенти вже пішли додому, Рентген далі працював.
Він помітив, що фотоматеріали, які лежали поруч з трубкою Гітторфа, упаковані в світлонепроникний папір, виявилися незрозумілим чином засвіченими після проявлення. Звичайна людина викинула би їх і забула, але геніальний вчений почав планомірні експерименти, щоб виявити причину незрозумілого явища. Він дізнався, що від вакуумних трубок дійсно виходять невидимі промені. Промені пробили чорну упаковку і змусили світитися флуоресціюючі речовини. Жоден фізик цього не бачив раніше й не повідомляв про це. У роботі Рентген був ученим-одинаком. Він працював на самоті, часто вечорами. Тому немає і очевидців його відкриття. Ба більше, він доволі довго приховував його від усіх.
Під час експериментів науковець розміщував поміж трубкою та ширмою різні предмети, які траплялися під руку: книжку, лист алюмінієвої фольги, скриньку, — і з подивом зазначав, що невідомі промені пронизують кожен предмет по-різному. Згодом дослідник зробив такий же знімок власної руки. Це було перше рентгенологічне дослідження людського тіла.
Сім тижнів практично наодинці науковець досліджував відкриті ним промені. Аби не відволікатись від роботи, Рентген влаштував у лабораторії і їдальню, і спальню. І ось 28 грудня 1895 року дослідник виступив з першим повідомленням про своє відкриття перед вюрцбурзьким фізико-медичним товариством. Рентген розповів, як можна отримати нові промені за допомогою трубки Гітторфа або іншого подібного приладу.
Оскільки фізика газового розряду тоді була ще недостатньо досліджена й природа нових променів надалі залишалася загадковою, вчений назвав їх «Х-променями». Під впливом панівного вчення про ефіри Рентген схилявся до того, що мова йде про поздовжні хвилі в ефірі: на відміну від світлових і електричних хвиль, які вважали поперечними хвилями. Як зауважив його учень Йоффе, це була єдина помилка, якої припустився Рентген. Природу відкритих Рентгеном променів пояснили ще за його життя. Вони виявилися електромагнітними коливаннями, подібними до світла, але з частотою коливань у багато тисяч разів більшою і з меншою довжиною хвилі. Вони утворюються шляхом перетворення енергії при зіткненні катодних променів зі стінкою трубки, причому не важливо, чи складається вона зі скла або металу, і поширюються довкола зі швидкістю світла.
Невдовзі відкриті Рентгеном промені стали застосовувати у різних галузях — передусім, у медицині. Вже у 1896 році доцент Берлінського університету, фізик Вільгельм Він використовував їх для діагностування переломів у Берлінському військовому госпіталі. Хоча Рентген мав інженерну освіту, він не брав участі у використанні відкритих ним променів на практиці й не отримував за це коштів. Він також відмовився отримувати пов'язані з його відкриттям патенти, оскільки вважав, що воно має належати всім. Через чотири роки після свого відкриття вченого запросили до Мюнхенського університету — найбільшого університету країни. Там В. Рентген і залишався до кінця життя, відхиляючи численні почесні пропозиції. Він прагнув займатися тільки наукою.

## Нагороди
Рентген був людиною чесною і дуже скромною. За досягнення принц-регент Баварії нагородив науковця високим орденом, який давав право на дворянський титул і відповідно на додавання до прізвища частки «фон». Та Рентген не вважав для себе можливим претендувати на дворянське звання. Нобелівську ж премію з фізики, яку йому, першому з фізиків, присудили в 1901 році, Вільгельм прийняв, але відмовився приїхати на церемонію вручення, пославшись на зайнятість. Премію йому переслали поштою. Щоправда, коли уряд Німеччини під час Першої світової війни звернулося до населення з проханням допомогти державі грошима і цінностями, Вільгельм Рентген віддав усі свої заощадження, включаючи Нобелівську премію.
- Орден Громадянських заслуг Баварської корони, лицарський хрест
- Орден Святого Михайла (Баварія) 1-го класу
- Орден Корони Італії, командорський хрест
- Медаль Румфорда (англ. Rumford Medal) (1896)
- Медаль Маттеуччі (англ. Matteucci Medal) (1896)
- Медаль Елліота Крессона (англ. Elliott Cresson Medal) (1897)
- Нобелівська премія з фізики (1901)
- Орден Максиміліана «За досягнення в науці та мистецтві» (Баварія) з відзнакою (1901)
- Срібна медаль принца-регента Луїтпольда
- Pour le Mérite за досягнення в науці та мистецтві (1911)
- Орден Корони (Пруссія) 2-го класу
- Залізний хрест 2-го класу для некомбатантів

### Почесні звання
- Почесний доктор медичного факультету Вюрцбурзького університету (1896)
- Почесний громадянин міста Леннер (1896)
- Почесний титул екселенція (1908)
- Почесний громадянин міста Вайльгайм-ін-Обербаєрн (1909)
- Почесний доктор Вищої технічної школи Мюнхена (1918)
- Почесний доктор Франкфуртського університету (1920)
- Почесний громадянин міста Вюрцбург (1921)
- Почесний член численних німецьких і закордонних наукових товариств

## Вшанування пам'яті
У листопаді 2004 ІЮПАК найменував хімічний елемент номер 111 Рентгеній (РГ) на його честь.
6401 Рентген — астероїд, який назвали на честь науковця.
Рентген (лат. Röntgen) — великий метеоритний кратер у північній півкулі зворотного боку Місяця.

## Галерея

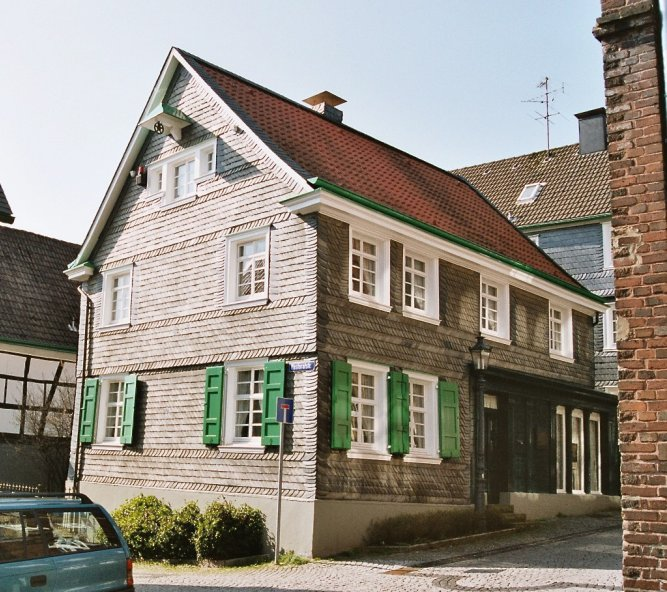
Будинок, в якому народився Вільгельм Конрад Рентген
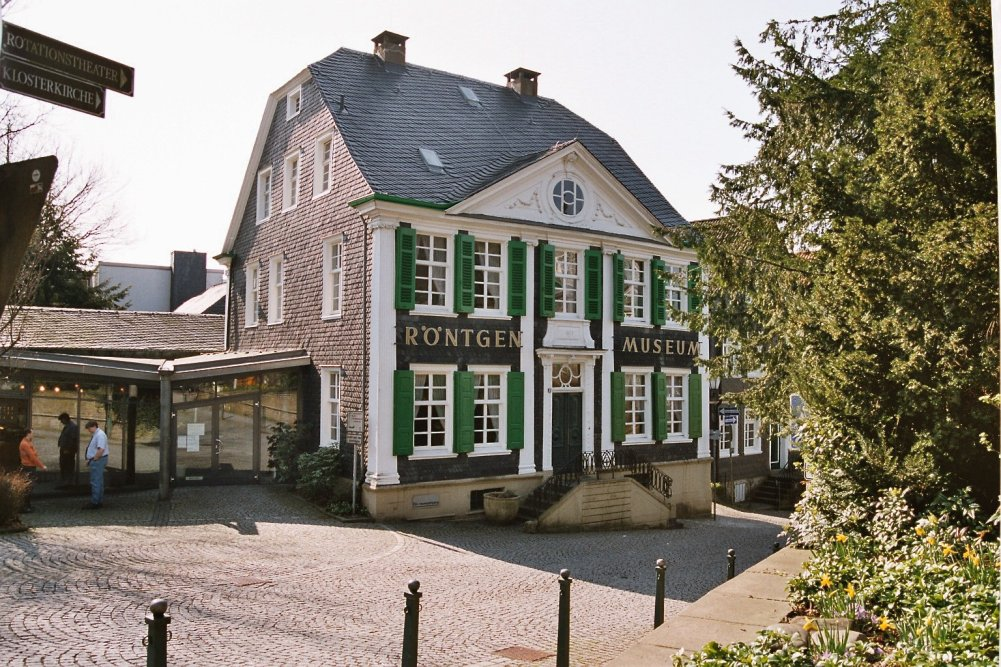
Німецький музей Вільгельма Конрада Рентгена в Ремшайді.
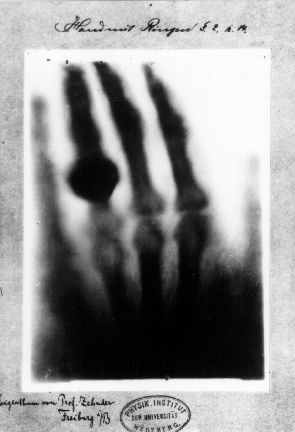
Перший рентгенівський знімок руки дружини Вільгельма Рентгена Анни Берти Людвіг, зроблений ним 22 грудня 1895 р.
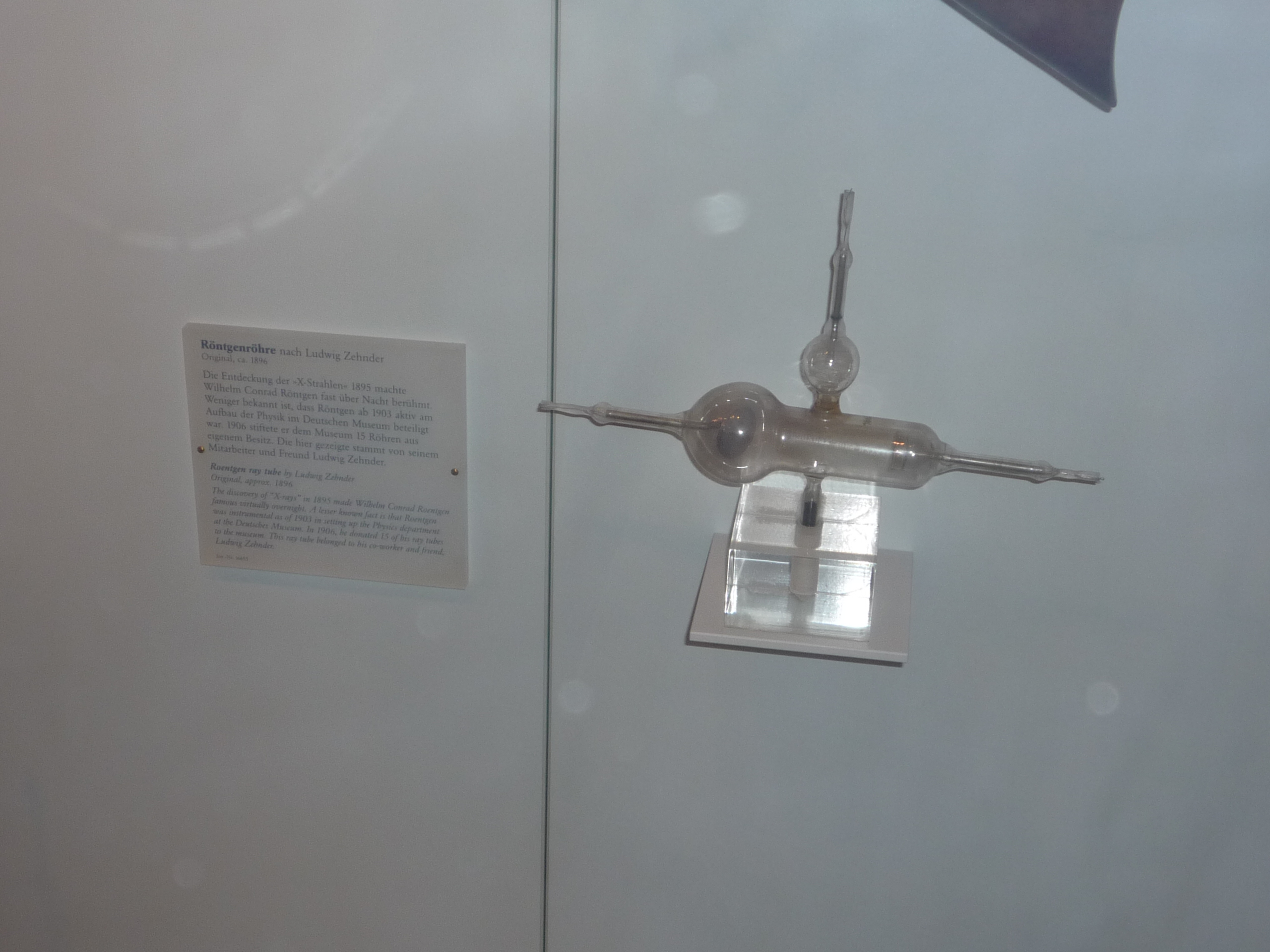
Рентгенівська трубка, подарована Вільгельмом Рентгеном Німецькому музею в Мюнхені.
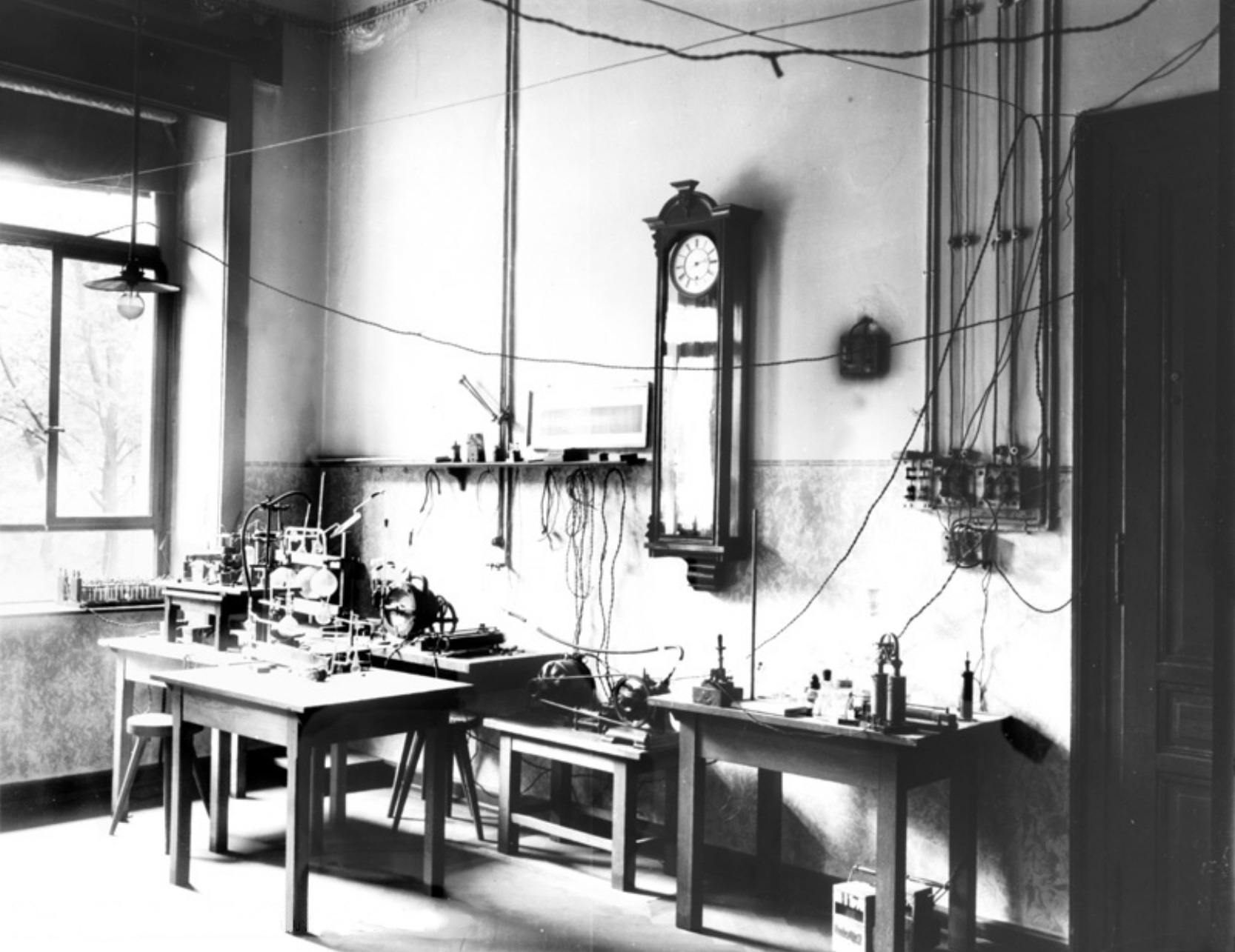
Лабораторія Рентгена в колишньому інституті фізики Вюрцбурзького університету.
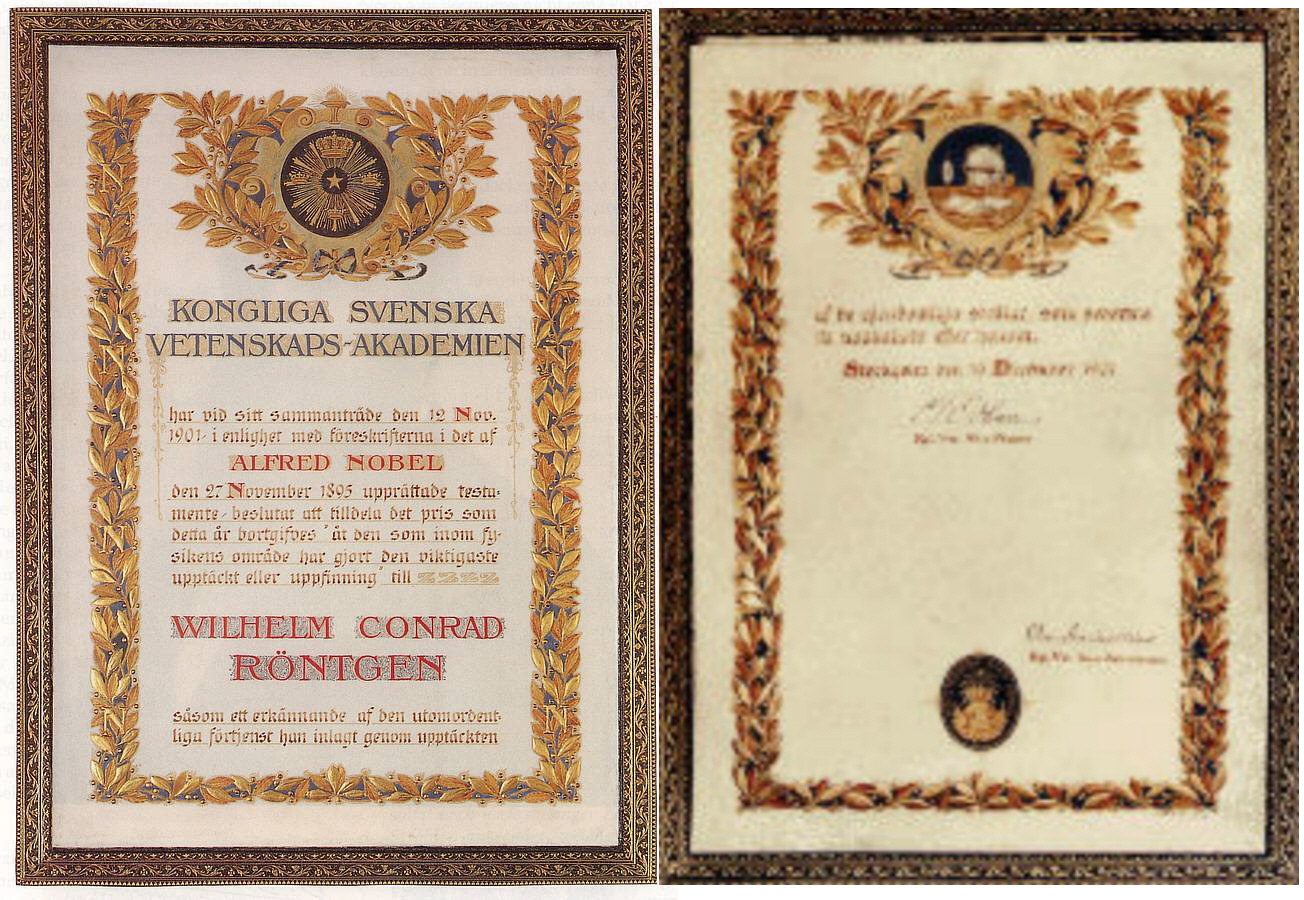
Диплом лауреата Нобелівської премії Вільгельма Конрада Рентгена.
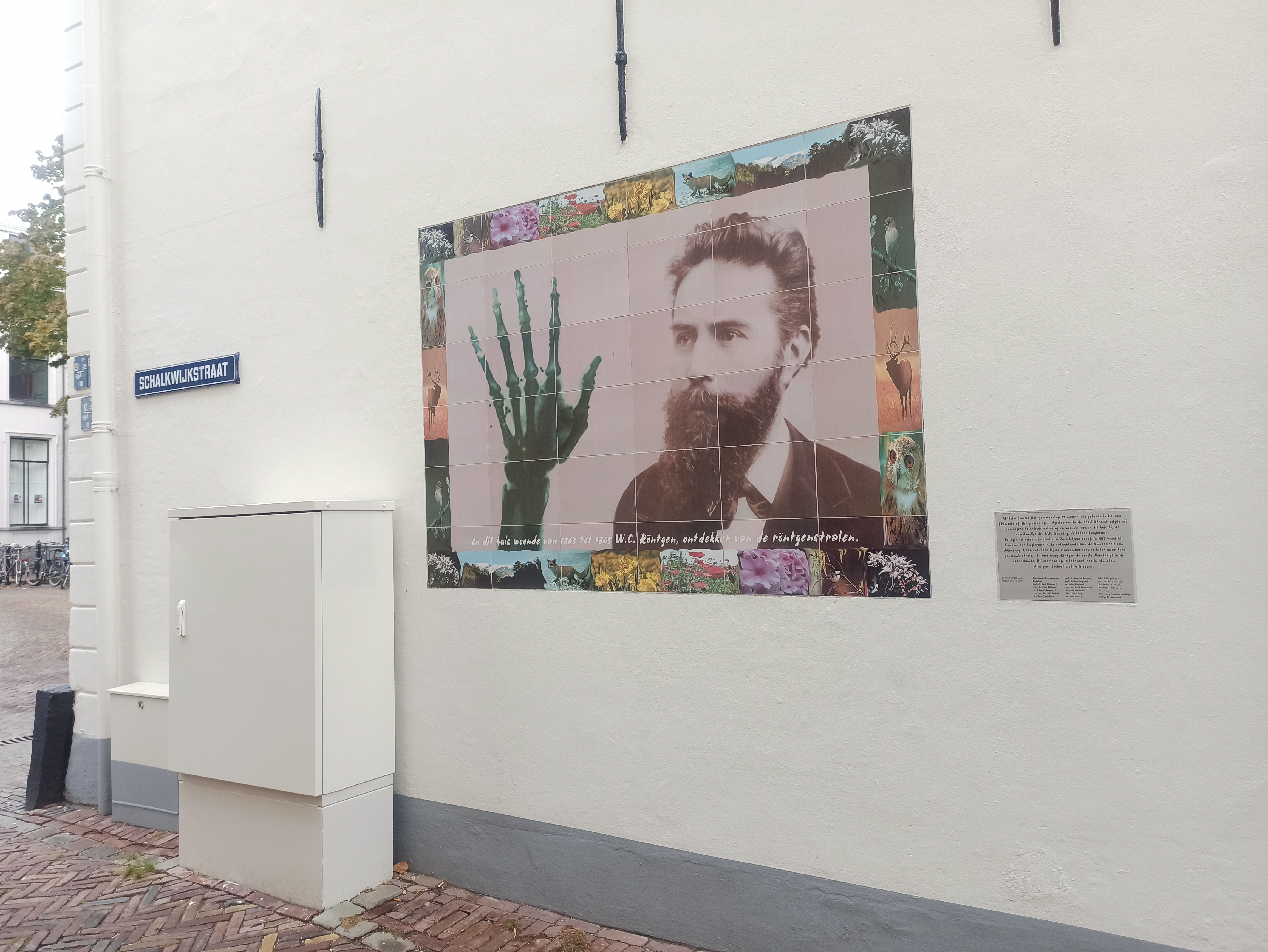
Портрет Вільгельма Конрада Рентгена на будинку в Утрехті, де він жив до 1865 року